# Front Mission: Gun Hazard
Front Mission Series: Gun Hazard es un videojuego de disparos de desplazamiento lateral de 1996, desarrollado por Omiya Soft y distribuido por Squaresoft para la Super Famicom. El juego fue lanzado solo en Japón el 23 de febrero de 1996. Gun Hazard es la segunda entrega de la serie Front Mission, y es un shooter lateral con elementos de juego de rol. El juego ha recibido una traducción al inglés hecha por fanes en 2004.

## Jugabilidad
Como spin-off y shooter lateral, la jugabilidad de Gun Hazard difiere de aquella de los juegos de rol tácticos de la serie Front Mission. En lugar de transcurrir en un mapa en una grilla por turnos, las batallas toman lugar en tiempo real en mapas de desplazamiento 2D, similares a Assault Suits Valken (titulado Cybernator fuera de Japón), un juego que compartió varios miembros clave del personal de Gun Hazard. El jugador controlará a un personaje que piloteará un mecha bípedo conocido como wanzer.
El progreso del juego Gun Hazard es lineal: luego de una cinemática, se deben completar misiones, preparar wanzer y vehículos durante los intermedios, y partir para la próxima misión. El jugador viajará a las ubicaciones por medio de un mapa mundial.
En Gun Hazard, el jugador puede abandonar el mecha y explorar. Otra característica de Gun Hazard es su sistema de progreso basado en los usos. La utilidad de las partes y las armas se incrementará con el uso prolongado; mientras más se utilicen en las misiones, más efectivas se volverán.

## Trama
Situado en 2064, la historia de Gun Hazard transcurre por todo el mundo en un universo alternativo de Front Mission. A principios del siglo 21, las naciones del mundo lucharon por el control de los recursos naturales. Con dichos recursos cada vez más escasos, las naciones del mundo finalmente decidieron unirse para buscar una solución a la creciente crisis. Tras comprender el potencial de la energía del espacio, comenzaron el desarrollo de un elevador orbital conocido como «Atlas» en 2024. Cuando el elevador estaba a punto de ser terminado, se logró un gran avance en los reactores de fusión miniatura. Los países responsables de Atlas detuvieron su desarrollo y se enfocaron en la tecnología de los reactores miniatura. Abandonado sin terminar, Atlas se convirtió en un símbolo de sueños y esperanzas fallidos, mientras el mundo volvía a los conflictos. Uno de ellos es el golpe de Estado de Bergen en 2064.
La trama de Gun Hazard se centra en un soldado de Bergen, Noruega llamado Albert Grabner (cuyos padres residen en Eningen, Alemania). En enero de 2064, Ark Hellbrand de la armada de Bergen prepara un golpe de Estado en un intento de derrocar al gobierno liderado por el presidente Moss Orwen. Mientras las fuerzas rebeldes comienzan a dominar el país, el presidente Orwen pide ayuda por radio a NORAD y a la facción del ejército de Bergen fiel a él. Albert Grabner es enviado para actuar como guardaespaldas del presidente, y lo ayuda a escapar del país. Sin embargo, los dos son finalmente capturados por Hellbrand. Albert consigue escapar de prisión con la ayuda de Brenda Lockheart, una mercenaria empleada por la asociación Kernelight. Luego de escapar de Bergen y llegar a la ciudad de Nueva York, visitan el cuartel general de la asociación. Con la esperanza de regresar a Bergen y rescatar a Orwen, Albert acepta trabajar para Kernelight para encontrar aliados que lo puedan ayudar a derrocar a Hellbrand. A medida que los dos trabajan para el gremio mercenario, y viajan por el mundo a países destrozados por la guerra, Albert comienza a ver una conexión entre los conflictos civiles, el golpe de Estado de Bergen, y una organización conocida como «la sociedad».

## Desarrollo y lanzamiento
El juego fue desarrollado por Omiya Soft, el cual contó con algunos miembros de Masaya, los desarrolladores de Assault Suits Valken. Gun Hazard es la primera entrega spin-off y la segunda entrega global en la serie Front Mission. El juego toma lugar en un universo completamente separado de los otros juegos de Front Mission.
Gun Hazard fue revelado en una conferencia de prensa de Square of Japan a comienzos de septiembre de 1995. Fue lanzado en Japón y distribuido por Squaresoft el 23 de febrero de 1996 para la consola de juegos Super Famicom. Front Mission Series: Gun Hazard ha vendido más de 184.000 copias en Japón para fines de 1996, y 300.000 copias en Japón en total.
También fue lanzado en la consola virtual japonesa de Wii el 20 de mayo de 2008. El juego recibiría más adelante una traducción no oficial al inglés hecha por fanes del grupo Aeon Genesis.

## Música
La banda sonora del juego está compuesta por Nobuo Uematsu y Yasunori Mitsuda, con temas adicionales proporcionados por Junya Nakano y Masashi Hamauzu. La banda sonora fue la segunda colaboración entre Nobuo Uematsu y Yasunori Mitsuda después de Chrono Trigger el año anterior. De acuerdo con Uematsu, Mitsuda trabajó tanto en la banda sonora que finalmente tuvo que ser hospitalizado.
La banda sonora tiene una temática «mecánica» en su música, e incorpora tanto instrumentos electrónicos como tradicionales. La música del juego fue lanzada en un álbum titulado Front Mission Series: Gun Hazard Original Sound Track. Fue lanzada por NTT Publishing el 25 de febrero de 1996. Kero Hazel de Square Enix Music Online llamó al álbum «un fuerte ejemplo de buena música industrial» y felicitó su uso de otros estilos musicales para influenciar su estilo principal. Patrick Gann de RPGFan también elogió al álbum como «francamente asombroso» y lo recomendó encarecidamente.
Al final de los créditos, aparece silenciosamente una muestra de voz. Esta muestra es de la versión sin censura de la canción de 1994 «Dog Tribe» del grupo de hip hop Británico Fun-Da-Mental.

## Recepción
Famitsu le dio un puntaje de 28 de 40. La revista británica Super Play le dio un puntaje de 45 de 100. Super GamePower le dio un 4,2 de 5. Fun Generation le dio un 7 de 10. En 2016, Nintendo Life le dio un puntaje de 8/10.